# 陕西广播电视台秦腔频道
陕西广播电视台秦腔频道是陕西广播电视台旗下的一条电视频道，该频道原名公共政法频道、公共频道，2025年1月1日改为现名。